# ألبرتو براغا
ألبرتو براغا (بالبرتغالية: Alberto Braga‏) هو لاعب رماية برازيلي، ولد في 7 فبراير 1929 في ريو دي جانيرو في البرازيل، وتوفي في 29 أبريل 2004.

## وصلات خارجية
- ألبرتو براغا على موقع أوليمبيديا (الإنجليزية)